# Dinophalia egregia
Dinophalia egregia är en fjärilsart som beskrevs av Józef Razowski och Becker 1993. Dinophalia egregia ingår i släktet Dinophalia och familjen vecklare. Inga underarter finns listade i Catalogue of Life.